# Гейміфікація навчання
Гейміфікація навчання – це освітній підхід, завданням якого є мотивація учнів за допомогою дизайну відеоігор та ігрових елементів у навчальному середовищі. 
Мета — максимально посилити задоволення та залучення, зацікавлюючи учнів і надихаючи їх продовжувати навчання.  У широкому розумінні, гейміфікація,  — це процес визначення елементів, з яких складаються ігри, роблять їх захопливими й мотивують гравців грати далі, з подальшим використанням цих елементів у неігровому контексті для впливу на поведінку.  Інакше кажучи, гейміфікація — це впровадження ігрових елементів у традиційно неігрові ситуації.
Існує дві форми гейміфікації: структурна, яка не змінює зміст навчального матеріалу, та контентна, яка додає новий зміст до предмету.  Ігри, що використовуються в освітньому процесі, можна вважати серйозними іграми — тобто такими, в яких навчання відбувається через серйозні історії. Щоби досягти навчальних цілей, така історія має бути як «якісно вражаючою», так і частиною продуманого навчального процесу. 
В освітньому контексті прикладами бажаної поведінки учнів у результаті гейміфікації є: відвідування занять, зосередження на змістовних завданнях і прояв ініціативи.  

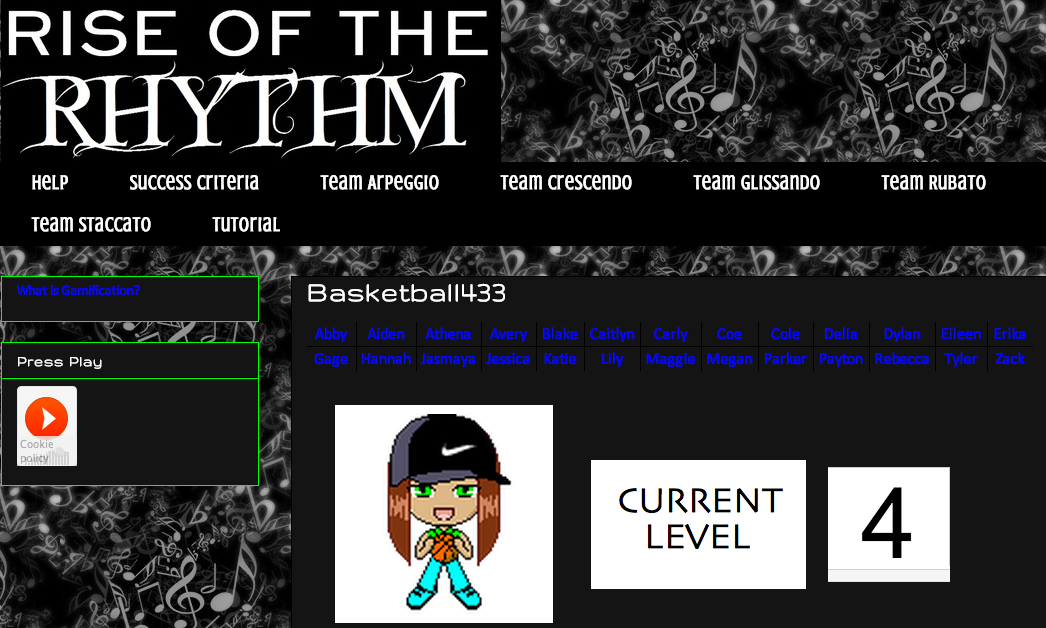
Гейміфікована платформа для навчання музиці «Rise of the Rhythm»

Гейміфікація навчання не включає в себе створення учнями власних ігор чи гру в комерційні відеоігри. Це відрізняє її від навчання на основі ігор, де використовуються спеціально створені освітні ігри для засвоєння певних концепцій. У межах такого підходу учні, наприклад, можуть створювати власні відеоігри за допомогою Gamestar Mechanic або GameMaker, або ж досліджувати й будувати 3D-світи в Minecraft . У таких випадках освітній зміст інтегрується безпосередньо в саму гру.
Деякі дослідники протиставляють гейміфікацію навчання ігровому навчанню, вважаючи, що гейміфікація має місце лише тоді, коли навчання відбувається в неігровому контексті, наприклад у класі. У такій інтерпретації гейміфікація відбувається тоді, коли ігрові елементи інтегруються в так званий "ігровий шар" — систему, яка діє паралельно з навчальним процесом у традиційній аудиторії. Інші приклади гейміфікованого контенту включають спеціально створені ігри, які стимулюють навчання.
Окрім залучення ігрових елементів у неігровому контексті, гейміфікація також може активно розвивати критичне мислення та заохоченість учнів.  Цей підхід заохочує учнів до рефлексії та активної участі, допомагаючи їм краще адаптуватися до нових академічних середовищ.  Формулюючи навчальні завдання як виклики або квести, гейміфіковані стратегії сприяють розвитку метакогнітивних навичок, які дозволяють учням стратегічно мислити та брати відповідальність за власний освітній шлях. 